# Оммен
Оммен (нід. Ommen, нід. вимова: [ˈɔmə(n)] ( прослухати)) — місто та муніципалітет у Нідерландах, у провінції Оверейсел.

## Географія
Громада Оммен знаходиться на сході Нідерландів, в провінції Оверейсел, в 20 кілометрах на схід від Зволле і в 35 кілометрах на північний схід від Девентера. Вона складається з міста Оммен, що лежить на березі річки Фехте в лісистій місцевості, села Лемеле (бл. 600 жителів) і декількох невеликих хуторів. Головними джерелами доходів місцевих жителів є сільське господарство і обслуговування туристів.

## Історія
Перші поселення на місці майбутнього міста виникли протягом VIII століття.
Міське право Оммен отримав в 1248 році. У той час це було невелике міське поселення з митно-податковою службою біля мосту. На північ від річки Фехте, під час Тридцятилітньої війни була споруджена фортеця (Шанець). На місці цих «Оссеншанців» в 1820 році був влаштований виправний табір для бродяг і жебраків, яких сюди зганяли з усією Голландії. Теоретично в цьому таборі бродяги і бездомні мали навчатися селянським ремеслам.
Поблизу містечка Бестхемерберг в роки окупації Голландії німцями під час Другої світової війни, в 1940 році нацистами був організований концтабір (Lager Erika). Тут утримувалися переважно борці Руху Опору і схоплені спекулянти і контрабандисти. Охорона концтабору відрізнялася особливою жорстокістю по відношенню до ув'язнених. Після звільнення в 1945 табір використовувався вже союзниками для тримання заарештованих нацистів.
У центрі міста Оммен знаходиться старовинна церква (побудована в XV столітті) і музей олов'яних виробів. У 4-х кілометрах на південний схід знаходиться замок Ерде. У 1920-х роках тут, поблизу замку, в містечку Бестхемерберг, жив і організовував свої семінари відомий індійський філософ Джідду Крішнамурті.

## Населені пункти муніципалітету
Міста
- Оммен

Села
- Берзервелд
- Вілстерен
- Лемеле

Селища
- Арріен
- Арріервелд
- Архем
- Берзе
- Бестмен
- Варсен
- Вінкенбюрт
- Вітгарен
- Гітмен
- Ерде
- Зессе
- Оммерсханс
- Стегервелд
- Стегерен
- Юнне

## Міста-побратими
- Реке